# Luikse School
Onder de Luikse School wordt een Frans georiënteerde orgelbouwstijl in het 18e- en 19e-eeuwse prinsbisdom Luik verstaan.

## Orgelbouwstijl van de Luikse school
In het prinsbisdom Luik brak er een tweede bloeiperiode aan voor de orgelkunst toen de traditie die op gang was gebracht door Andries Severijn werd verdrongen door de Frans georiënteerde orgelbouwstijl van de Luikse school. De stichter en eerste vertegenwoordiger van de Luikse school was Philippe Le Picard de jongere, die stamde uit een Noord-Franse orgelbouwersfamilie, gevestigd in Noyon (Picardië. Hij volgde nog vrij strikt de Franse werkwijze. Het enige bewaarde orgel dat met zekerheid aan hem kan worden toegeschreven staat in Gronsveld (Nederlands Limburg).
Nadien wist diens zoon Jean-Baptiste Le Picard (1706-1779) een eigen Luikse stijl te ontwikkelen en naar een hoogtepunt te voeren. Hij mag daarom beschouw worden als de belangrijkste vertegenwoordiger van de Luikse school. Het orgelconcept van Jean-Baptiste Le Picard is goed te vergelijken met dat van Jean-Baptiste Forceville, want beiden waren sterk Frans georiënteerd en leverden monumentale orgels die volledig in de breedte waren uitgebouwd. Zo kan men bijvoorbeeld het orgel van Herkenrode qua algemene opbouw goed vergelijken met het Forceville-instrument in de Sint-Carolus Borromeuskerk in Antwerpen. Jean-Baptiste vervaardigde onder meer de orgels van de basiliek in Tongeren, Bolderberg en de abdijkerk van Vlierbeek (Leuven).
Jean-François Le Picard (1711-1784), de iets jongere broer, zou ook in de ateliers van Jean-Baptiste meegewerkt hebben. Hij heeft instrumenten gebouwd in Neeroeteren (ca. 1742), de Onze-Lieve-Vrouwekapel in Hasselt (1754). Ook de verdwenen orgels van Houtain-l'Evêque en de dominicanenkerk van Maastricht (1734-1735) worden aan hem toegeschreven.
Het bedrijf van Le Picard werd verdergezet door hun beste leerling Guillaume Robustelly.  Net zoals Forceville's kunst werd verdergezet door Pieter van Peteghem, zo zette Wilhelm Robustelly zette de traditie van zijn meester verder. 
Als leerling van de gebroeders Le Picard dient ook zeker Heinrich Möseler alias Henry Mûseler of Muselair, vermeld te worden. 
Na Robustelly's dood in 1793 werden alle materialen uit het atelier door zijn weduwe afgestaan aan Joseph Colin, die eertijds meestergast was bij Robustelly.
De laatste vertegenwoordigers van de Luikse school zijn de realisaties van de familie Graindorge. Vooral Wilhelm Robustelly had een ontzaglijk grote invloed op het stijlconcept van zijn leerling Matthieu Graindorge en diens zoon Arnold. Matthieu Graindorge was een schakelfiguur tussen Robustelly en Arnold Graindorge. Matthieu paste zeer trouw de normen van de Luikse school toe.  Slechts op enkele punten week hij hiervan: het gebruik van een zelfstandig pedaal, het ontbreken van een cymbaal op het echowerk en het aanwenden van een hobo 8'. 
Ook Arnold Graindorge mag beschouwd worden als een vertegenwoordiger van de Luikse school, maar hij veroorloofde zich wel heel wat afwijkingen. Hij bouwde moderne pedalen "à l'allemande" met een soms zeer ruime omvang. Ook de tessituur van de manualen is bij Arnold Graindorge veel uitgebreider dan bij le Picard en Robustelly.  De grootste afwijkingen zijn echter gelegen in zijn disposities, waar een aantal vulstemmen moeten wijken voor typisch classicistische spelen. Arnold mag beschouw worden als een exponent van het classicisme uit het begin van de 19de eeuw. Ook zijn zoon Arnold-Joseph Graindorge is een vertegenwoordiger van het classicisme, maar zijn werk is niet gevrijwaard van romantische invloeden. Omdat hij heel andere stijlprincipes (zowel op vlak van orgelkast als instrument) hanteerde, kan hij niet meer gerekend worden tot de Luikse school.
De Franse invloeden van de Luikse School laten zich vooral gelden in de bouw van monumentale orgels volgens het Franse rococo-type en in de algemene opbouw met "grand orgue", "positif", "echo" en "recit". In de disposities zijn er reeds enkele Luikse eigenheden, maar het eigen Luikse karakter laat zich pas echt voelen in de mensuren en in het ontbreken van een zelfstandig pedaal.

## De vertegenwoordigers van de Luikse school
- Philippe Le Picard de jongere (+ 1729)
- Jean-Baptiste Le Picard (1706-1779)
- Jean-François Le Picard (1711-1784)
- Heinrich Möseler (+1777)
- Wilhelm Robustelly (+1793)
- Joseph Colin (1742-1806)
- Matthieu Graindorge (+1794)
- Arnold Graindorge (1775-1841)